# أوتش تبة (أختاتشي الشرقي)
أوتش تبة (بالفارسية: اوچ‌تپه) هي قرية تقع في دولة إيران في محافظة أذربيجان الغربية. يقدر عدد سكانها بـ 1,716 نسمة .